# St. Willibald (München)

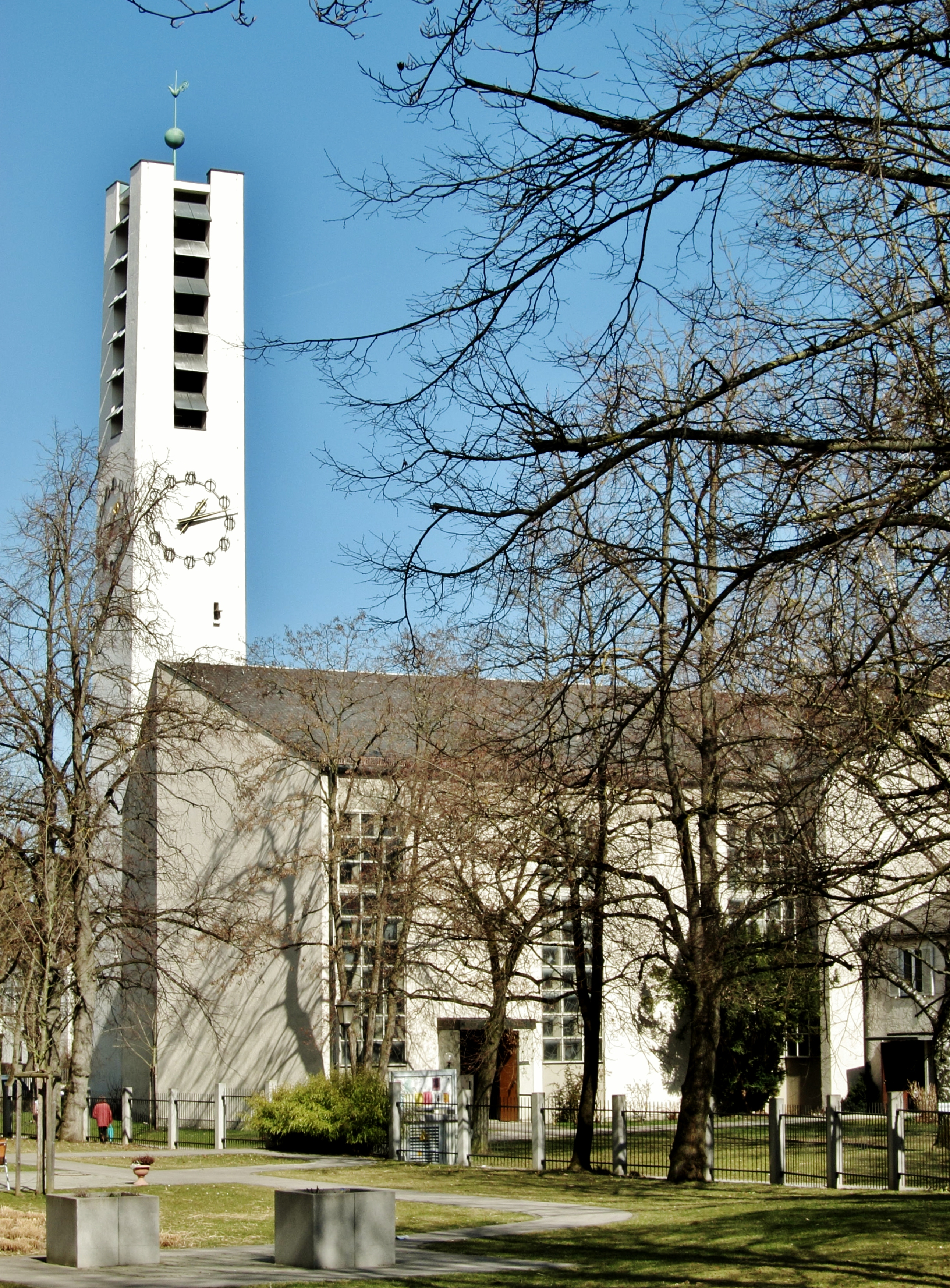
St. Willibald in München-Pasing

Die katholische Pfarr- und Klosterkirche der Salvatorianer St. Willibald ist ein moderner Kirchenbau an der Agnes-Bernauer-Straße 181 in München. Das Pfarrgebiet in den Stadtteilen Pasing und Laim wird im Norden durch die Gleise der Bahnstrecke München–Augsburg, im Westen durch die Straße „Am Knie“, die Fischer-von-Erlach-Straße und die Willibaldstraße, im Süden durch die Camerloher Straße sowie im Osten durch die Agricolastraße begrenzt.

## Geschichte
Die Kirche wurde 1958 nach Plänen des Architekten Hansjakob Lill im Osten des Stadtteils Pasing errichtet. Kirchenpatron ist der heilige Willibald von Eichstätt.
Die Entstehung der Kirche fällt zusammen mit der Neuordnung der Pfarreien in München. Nach dem sprunghaften Anstieg der Einwohnerzahl in den 1950er Jahren sollten die großen, unübersichtlich gewordenen Pfarreien in kleinere Gemeinden gegliedert werden. Der Grundstein der Kirche wurde am 13. April 1958 durch den Münchener Weihbischof Johannes Neuhäusler gelegt. Die Weihe fand am 30. November 1958, dem ersten Adventsonntag, durch Kardinal Joseph Wendel statt. Die Kirche war zunächst Kuratie der Pfarrkirche St. Ulrich. Am 1. Januar 1963 wurde sie zur Pfarrei erhoben. Die Leitung der Pfarrei wurde dem Orden der Salvatorianer (Gesellschaft des Göttlichen Heilandes, SDS) übertragen.

## Beschreibung

### Außen
Der Baukörper dieser Kirche gleicht im Grundriss einem gedrungenen Kreuz. Dieser Eindruck wird hervorgerufen durch ein Querschiff mit sehr kurzen Seitenarmen, welches das breite Hauptschiff nahe dem einen Ende durchschneidet. Die Wände der Kreuzarm-Stirnseiten sind in der Mitte geknickt. Das Satteldach von Haupt- und Querschiff hat eine Dachneigung mit ähnlichem Winkel und die Dachfirste steigen von außen nach innen zum Kreuzungspunkt an, so dass der Eindruck eines vielfach gefalteten Raumkörpers entsteht.
Das Kirchenschiff ist 18 Meter breit und 37,70 m lang, die Länge des Querschiffs beträgt 26,70 Meter bei einer Breite von 13,40 Metern.
Der 40 Meter hohe Kirchturm mit quadratischem Grundriss steht wie ein Campanile frei neben der Kirche und verjüngt sich nach oben leicht. Er ist durch einen Gang mit dem Kirchengebäude verbunden, der zugleich der Vorraum zum Betreten der Kirche ist.

### Innen
Das Innere der Kirche ist durch weißen Putz und zwölf fast raumhohe, schmale, von Albert Burkart abstrakt gestaltete Fenster hell. Die kalkweiß getönte Fichtenholzdecke folgt der äußeren Dachform.
Im Schnittpunkt der beiden Schiffe befindet sich die Altarinsel, wenige Stufen gegenüber dem übrigen Kirchenraum erhöht. Das große Kruzifix aus Bronze, das über dem Altar hängt, gestaltete der Bildhauer Max Faller. Hinter dem Altar führt eine schmale Treppe in eine schlichte Unterkirche, die Raum für Gottesdienst in kleinem Rahmen bietet.
Die Raumhöhe der Kirche beträgt, von außen nach innen ansteigend, 10 bis 14 Meter. Die Kirchenbänke mit insgesamt etwa 400 Sitzplätzen sind von drei Seiten auf den Altar hin orientiert. Die Unterkirche bietet etwa 60 bis 80 Personen Platz.

## Orgel

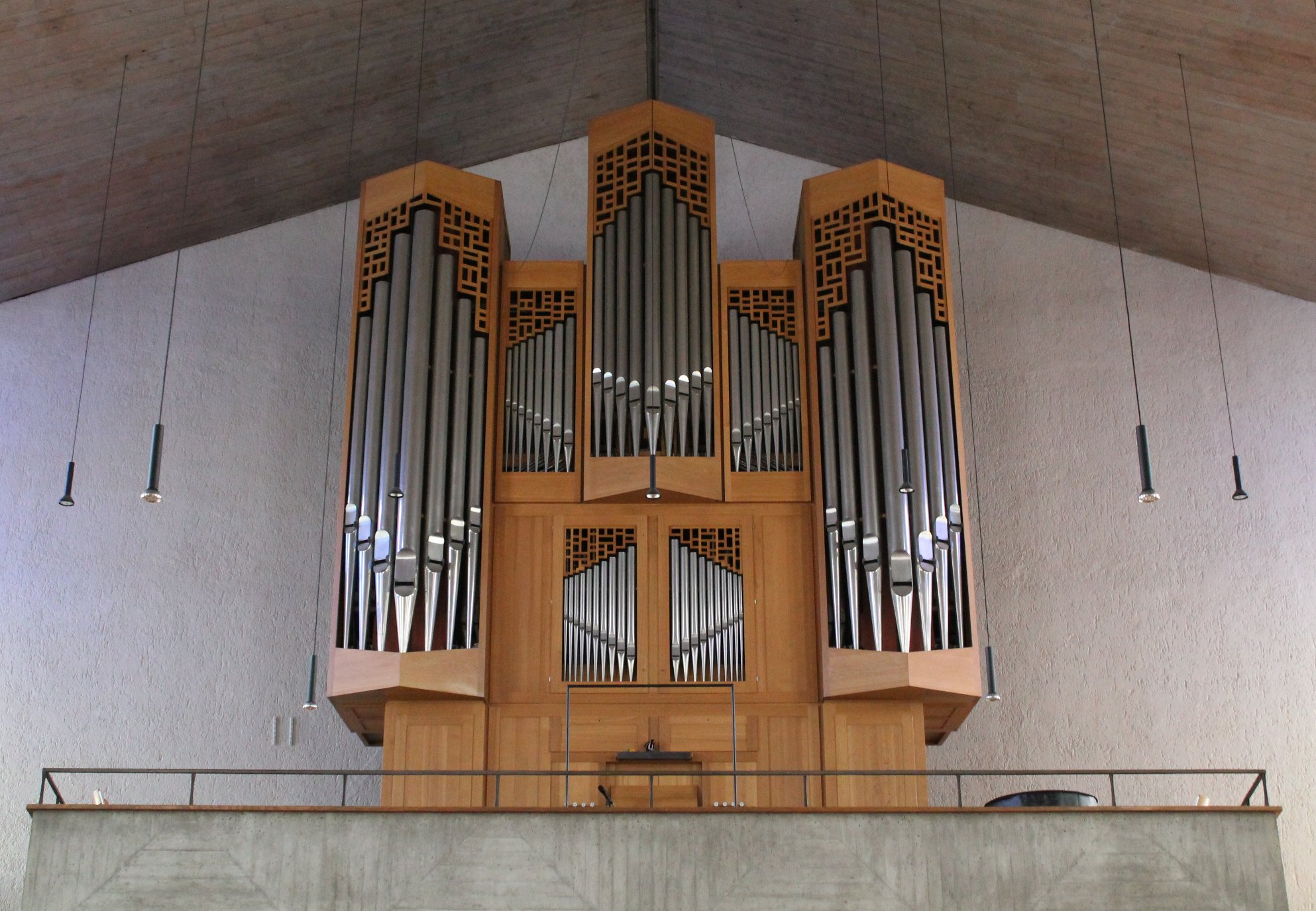
Orgel

Die Orgel von St. Willibald auf der rückwärtigen Empore wurde 1993 von der Orgelbaufirma Alfred Führer (Wilhelmshaven) erbaut und folgt als eine der wenigen Münchner Orgeln den Klangidealen des norddeutschen Orgelbaus. Das Instrument hat 41 Register (2983 Orgelpfeifen) auf drei Manualen und Pedal. Das Schwellwerk ist hinter dem Hauptgehäuse platziert. Die Spieltrakturen sind mechanisch, die Registertrakturen als Doppeltrakturen (mechanisch und elektrisch) angelegt. Im Jahr 2017 erhielt das Instrument eine moderne Setzeranlage mit mehreren tausend Speicherplätzen (inkl. Inserts). Die bestehende Orgel ersetzt ein Instrument, das 1961  von der Orgelbaufirma Carl Schuster & Sohn gebaut worden war und 29 klingende Register auf drei Manualen und Pedal aufwies. Die Disposition lautet:
| I Hauptwerk C–g3 |              |       |
| 1.               | Bordun       | 16′   |
| 2.               | Prinzipal    | 8′    |
| 3.               | Rohrflöte    | 8′    |
| 4.               | Oktave       | 4′    |
| 5.               | Spitzflöte   | 4′    |
| 6.               | Quinte       | 2 ⁄3′ |
| 7.               | Oktave       | 2′    |
| 8.               | Cornett V    | 8′    |
| 9.               | Mixtur IV–VI | 1 ⁄3′ |
| 10.              | Trompete     | 8′    |

| II Positiv C–g3 |                 |       |
| 11.             | Gedackt         | 8′    |
| 12.             | Quintade        | 8′    |
| 13.             | Prinzipal       | 4′    |
| 14.             | Gedacktflöte    | 4′    |
| 15.             | Waldflöte       | 2′    |
| 16.             | Sesquialtera II | 2 ⁄3′ |
| 17.             | Larigot         | 1 ⁄3′ |
| 18.             | Scharff III     |       |
| 19.             | Krummhorn       | 8′    |
|                 | Tremulant       |       |

| III Schwellwerk C–g3 |                  |        |
| 20.                  | Prinzipal        | 8′     |
| 21.                  | Hohlflöte        | 8′     |
| 22.                  | Gamba            | 8′     |
| 23.                  | Vox coelestis II | 8′     |
| 24.                  | Prinzipal        | 4′     |
| 25.                  | Gemshorn         | 4′     |
| 26.                  | Nazard           | 2 ⁄3′  |
| 27.                  | Hohlflöte        | 2′     |
| 28.                  | Terz             | 1 3⁄5′ |
| 29.                  | Mixtur V         | 2′     |
| 30.                  | Basson           | 16′    |
| 31.                  | Oboe             | 8′     |
| 32.                  | Clairon          | 4′     |
|                      | Tremulant        |        |

| Pedal C–f1 |                 |         |
| 33.        | Prinzipal       | 16′     |
| 34.        | Subbass         | 16′     |
| 35.        | Quinte          | 10 2⁄3′ |
| 36.        | Oktave          | 8′      |
| 37.        | Bordun          | 8′      |
| 38.        | Oktave          | 4′      |
| 39.        | Rauschpfeife IV | 2′      |
| 40.        | Posaune         | 16′     |
| 41.        | Trompete        | 8′      |

- Koppeln: II/I, III/I, III/I, I/P, II/P, III/P
- Spielhilfen: 64-fache elektronische Setzeranlage; seit 2017: moderne Setzeranlage mit mehreren tausend Speicherplätzen.
- Winddruck: 70 mm WS
- Stimmung: Neidhardt III

Kirchenmusiker in St. Willibald
- Toni Zahnbrecher (bis März 2020)
- Tobias Schmid (seit Dezember 2020)

## Glocken
Im Kirchturm hängt oberhalb der Turmuhr mit großen Zifferblättern auf allen vier Seiten im fünfstöckigen Stahlglockenstuhl ein fünfstimmiges Geläut, das 1958 von der Glockengießerei Johann Hahn aus Landshut gegossen wurde. Die Schlagtonfolge ist identisch mit der von St. Theresia. Das dortige Geläute wurde bis auf die es1-Glocke ebenfalls von Johann Hahn gegossen. Die größte Glocke trägt eine reiche Verzierung mit umlaufenden Medaillons, die die einzelnen Rosenkranzgeheimnisse darstellen.
Das Vollgeläut erklingt jeden Samstag um 15 Uhr zum Sonntageinläuten, vor den Sonntagsmessen und zur Sonntagsvesper. Das Vorläuten macht die große Glocke. Vor Werktagsmessen werden die beiden kleinen Glocken geläutet. Zum Engel des Herrn läutet die Josefsglocke, abends schließt sich die Michaelsglocke zum Armeseelenläuten an. Der Uhrschlag erfolgt über die Glocken Josef (Viertelstunden) und Salvator (volle Stunden).

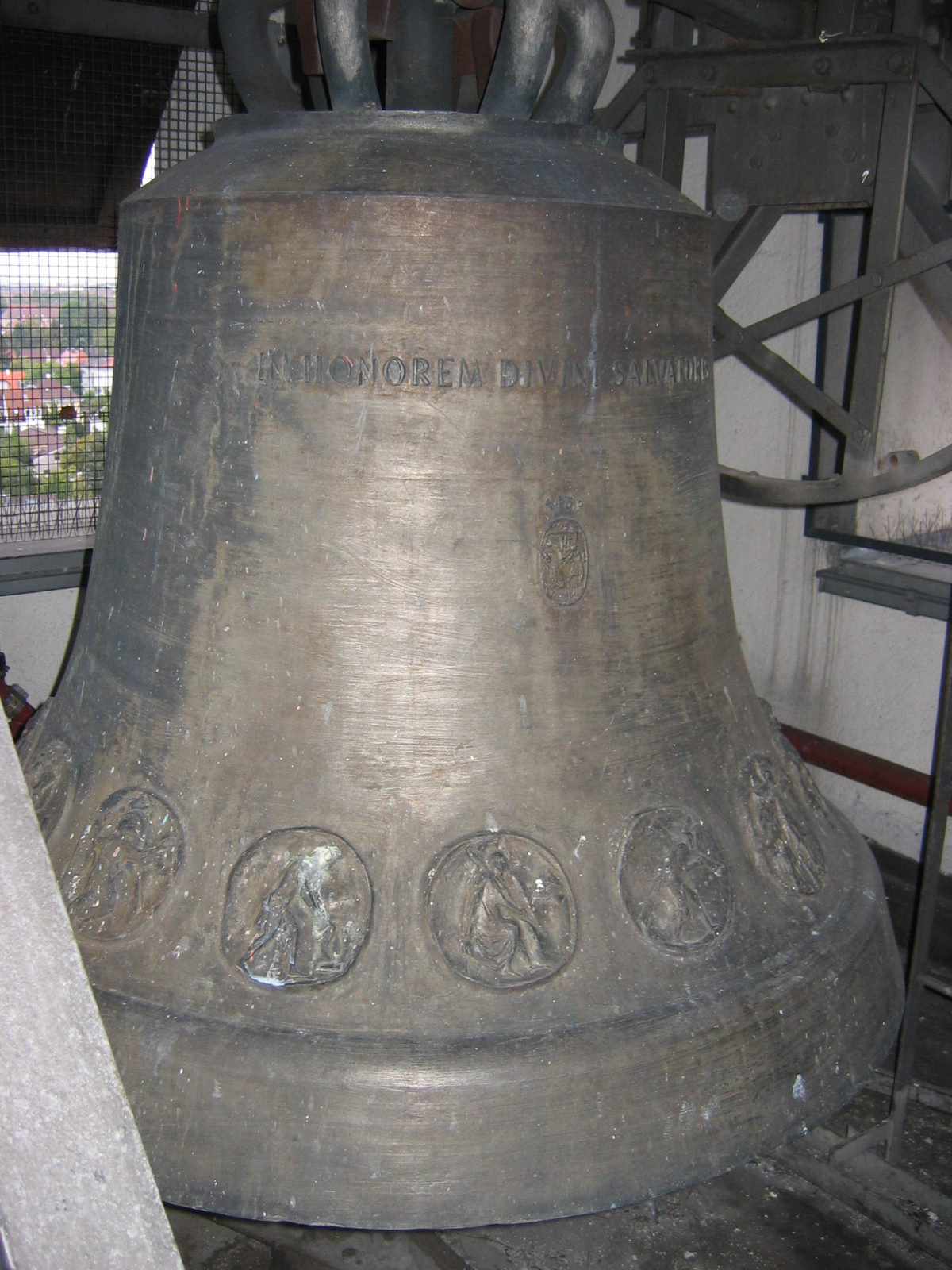
Salvator- und Rosenkranzglocke

| Nr. | Name (Funktion)                          | Durchmesser | Masse   | Schlagton |
| 1   | Salvator und Rosenkranz (Sonntagsglocke) | 1400 mm     | 1600 kg | des1      |
| 2   | Dreifaltigkeit                           | 1250 mm     | 1050 kg | es1       |
| 3   | Josef (Angelusglocke)                    | 1100 mm     | 0700 kg | f1        |
| 4   | Willibald                                | 0920 mm     | 0400 kg | as1       |
| 5   | Michael (Armeseelenglocke)               | 0820 mm     | 0300 kg | b1        |